# Xavier Mirander
Rudolph Xavier Mirander (nascido em 5 de janeiro de 1951) é um ex-ciclista olímpico jamaicano. Representou sua nação nos Jogos Olímpicos de Verão de 1972 e 1976.